# تام دالسون
تام دالسون (انگلیسی: Tom Dallison؛ زادهٔ ۲ فوریهٔ ۱۹۹۶) فوتبالیست اهل بریتانیا است.
از باشگاه‌هایی که در آن بازی کرده‌است می‌توان به باشگاه فوتبال برایتون اند هوو آلبیون، باشگاه فوتبال دارتفورد، باشگاه فوتبال براینتری تاون، و باشگاه فوتبال کراولی تاون اشاره کرد. وی در اکتبر ۲۰۱۳ با باشگاه فوتبال برایتون اند هوو آلبیون قرارداد خود را امضا کرد.